# Fischer-verestering
De Fischer-verestering (ook wel aangeduid als Fischer-esterificatie of Fischer-Speier-verestering) is een organische reactie, meer bepaald een verestering, waarbij een carbonzuur met een alcohol wordt omgezet tot een ester. Daarbij wordt een sterk zuur (doorgaans zwavelzuur of p-tolueensulfonzuur) als katalysator aangewend:
De reactie werd vernoemd naar Emil Fischer en Arthur Speier, die ze in 1895 voor het eerst beschreven. De Fischer-verestering is een evenwichtsreactie.

## Reactiekenmerken
De meeste carbonzuren zijn geschikt voor deze reactie. Het alcohol dient echter primair of secundair te zijn. Tertiaire alcoholen en fenolen reageren zeer slecht. Naast de meest voorkomende zure katalysatoren kunnen ook Lewis-zuren, zoals scandium(III)triflaat, gebruikt worden. Voor gevoeliger substraten wordt vaak N,N'-dicyclohexylcarbodi-imide (DCC) aangewend (zoals in de Steglich-verestering). De reactie wordt meestal uitgevoerd zonder oplosmiddel, omdat het alcohol in overmaat wordt toegevoegd. In sommige omstandigheden wordt echter gebruikgemaakt van tolueen, omdat het ontstane water de terugreactie kan bevorderen. Door tolueen met water als azeotroop over te destilleren (met een Dean-Stark-apparaat), wordt het evenwicht naar de zijde van de ester gedreven. In het geval dat geen oplosmiddel wordt gebruikt, worden moleculaire zeven (typisch zeolieten) in de kolf aangebracht om het ontstane water af te vangen.
Alternatieven, waarbij de reagentia zo gekozen worden dat geen water ontstaat, zijn het gebruik van de overeenkomstige zuuranhydriden of zuurchloriden. Het gebruik van carbonzuren wordt echter geprefereerd omwille van verschillende redenen. Zuuranhydriden zijn immers niet zo stabiel (ze ondergaan vlot hydrolyse) en zijn commercieel ook weinig beschikbaar. Zuurchloriden zijn zeer gevoelig voor water en in vele gevallen ook schadelijk voor de gezondheid.

## Reactiemechanisme
De Fischer-verestering is een nucleofiele acylsubstitutie die gebaseerd is op de elektrofiliciteit van het carbonylkoolstofatoom in het carbonzuur. Het alcohol fungeert als nucleofiel.
Het reactiemechanisme behelst verschillende stappen. De reactie start met de protonering van de carbonylgroep door de zure katalysator, waardoor de elektrofiliciteit van het carbonylkoolstofatoom toeneemt. De carbonylgroep wordt aangevallen door het nucleofiel zuurstofatoom in het alcohol. Het waterstofion van het ontstane oxoniumion wordt overgedragen op een van de hydroxylgroepen. Hierdoor ontstaat water als goede leaving group en kan door protonafsplitsing de carbonylgroep hervormd worden.